# إيفيت غيروارد
إيفيت غيروارد (بالإنجليزية: Yvette Girouard)‏ هي مدربة رياضية أمريكية، ولدت في 1954 في بروسارد في الولايات المتحدة.